# ドリュー・ベネット
ドリュー・ベネット（Drew Bennett 1978年8月26日- ）はカリフォルニア州バークレー出身のアメリカンフットボール選手。NFLのテネシー・タイタンズ、セントルイス・ラムズで2001年から2008年までプレーした。ポジションはワイドレシーバー。

## 経歴
高校時代はアメリカンフットボールと野球、バスケットボールを行った。3年次にはクォーターバックとして2,308ヤードを投げて18タッチダウン、ランでも6タッチダウンをあげて、サンフランシスコ・ベイエリアのセカンドチームに選ばれた。また野球では打率.430をあげている。
ニュージャージー州にあるプリンストン大学からの誘いもあったが、地元のUCLAに進学した。
1996年をレッドシャツですごした彼は1997年から奨学金を受け取れるようになりケイド・マクナウンの控えとして6試合に出場した。その後クォーターバックからワイドレシーバーに転向し、ワイドレシーバーとクォーターバックとして出場した。
2001年にドラフト外フリーエージェントでテネシー・タイタンズに入団した彼は2004年には全16試合に先発出場し、連続した3試合でNFL記録となる8タッチダウンをあげるなど、1,247ヤードを獲得、11タッチダウンをあげた。
2007年にフリーエージェントとなった彼はセントルイス・ラムズと6年間3000万ドル（1000万ドルの保障）の契約を結んだが、2007年には14試合の出場で33回のキャッチ、2008年には開幕戦でパスキャッチしたプレーで負傷、1試合の出場にとどまるなど期待を裏切り、2009年2月25日チームから解雇された。
エースWRのデリック・メイソンが急遽引退したボルチモア・レイブンズのワークアウトにD・J・ハケット、クリス・ハノンなどと共に参加、同年7月24日に1年74万5000ドルの契約を結んだが、わずか2日後にひざの古傷を理由に現役を引退した。